# Mauricio Mori
Mauricio Mori (Lima, 17 de febrero de 1993) es un futbolista peruano. Juega de mediocampista y su actual equipo es el pstc  procopenseTiene 32 años

## Trayectoria
Se Formó en las divisiones menores de Alianza Lima.
Debutó con Alianza Lima el 18 de febrero de 2012 en el empate de 2-2 contra León de Huánuco. Aquella tarde, Mori también convirtió su primera anotación con la camisa de Alianza Lima.
En junio de 2012, disputó la  Copa Libertadores Sub-20 con Alianza.
En 2014 firmó con el San Simón.

## Palmarés

### Campeonatos nacionales
| Club            | País           | Año                     |
| --------------- | -------------- | ----------------------- |
| Alianza Lima    | Perú           | 2012 - 2013             |
| San Simón       | Perú           | 2014                    |
| Miami United FC | Estados Unidos | 2015 - 2016             |
| Pstc Procopense | Brasil         | 2017 - en la actualidad |

| Título                        | Club         | País | Año  |
| ----------------------------- | ------------ | ---- | ---- |
| Torneo de Promoción y Reserva | Alianza Lima | Perú | 2011 |